# PFC Haskovo
El PFC Haskovo es un equipo de fútbol de Bulgaria que juega en la B PFG, la segunda liga de fútbol más importante del país.

## Historia
Fue fundado en el año 1957 en la ciudad de Haskovo como un equipo de la B PFG, en la cual han estado la mayor parte de su historia, aunque también han estado en la A PFG y entre el 2009 y 2012 estuvieron en la V AFG.
Su único logro ha sido ganar la copa amateur de Bulgaria en el año 2005.

## Palmarés
- Copa Amateur de Bulgaria: 1

2005

## Jugadores destacados
- Nasko Sirakov
- Stanimir Stoilov